# Римские дороги
О Римской дороге см. Via Romea

Основные дороги Римской империи, около 125 года н. э.

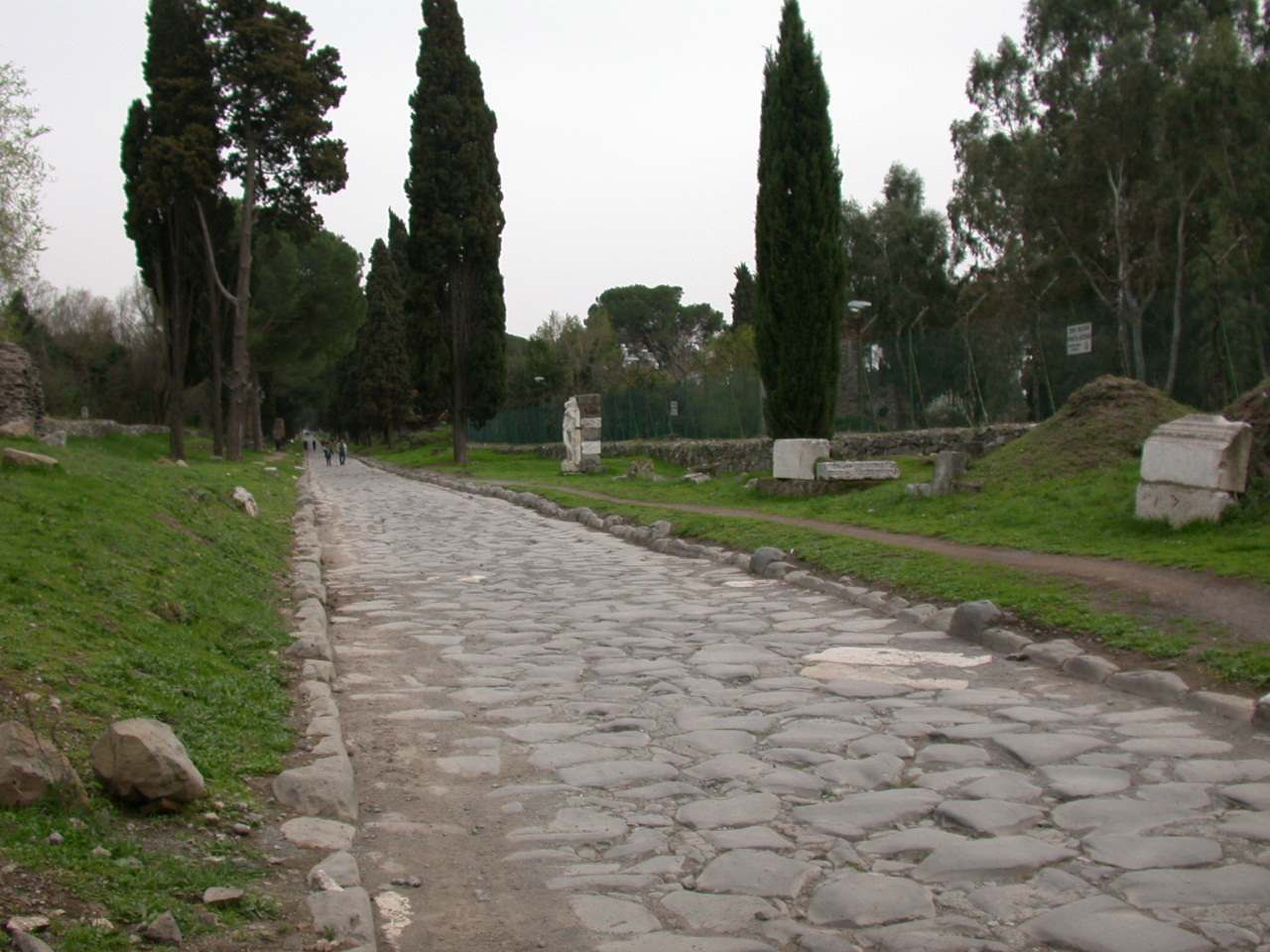
Аппиева дорога (Via Appia Antica)

Римские дороги (лат. viae — дороги; ед. ч. via) — дорожная сеть, созданная римлянами для быстрого передвижения войск, торговых караванов и курьеров.
Чаще всего это были относительно прямые дороги между важными населёнными пунктами, что давало возможность быстро переместиться в необходимое место. Римские дороги связали между собой многие города в Италии, затем начали появляться и на других территориях Римской империи между значимыми политическими и экономическими центрами.
Изначально дороги строились в военных целях (лат. viae militares), но ими сразу стали пользоваться торговцы и путешественники. Ровные дороги ускорили коммерческие перевозки и деловые поездки, позволили планировать перемещения и стали играть значительную роль в экономическом развитии республики и империи. Возможно, в конечном счёте развитая сеть дорог только упростила завоевание римских территорий варварами. После падения Римской империи дорогами продолжали пользоваться по меньшей мере около тысячелетия, а в некоторых случаях и до сих пор, хотя теперь они уже покрыты асфальтобетоном.
Помимо собственно дорог с путевыми столбами (отмечавшими пройденное и оставшееся расстояние), римляне построили дорожную инфраструктуру (дорожные станции и постоялые дворы) и создали карты дорог. Размеченные ровные дороги, места отдыха, точки смены лошадей и точные карты позволили римлянам планировать время, необходимое для доставки грузов.

## История

### Первые стратегические дороги
Уже в середине V века до н. э. существовали правовые нормы, связанные со строительством и обслуживанием дорог. В Законах XII таблиц устанавливалось, что ширина дороги на прямом участке должна быть 2,45 м (8 футов), на поворотах — 4,9 м (16 футов). Собственники придорожных участков должны были огораживать дорогу, если не мостили камнем, а иначе путешественники могли ездить всюду, где пожелают.
В 390 г. до н. э. в результате набега галлов во главе с Бренном Рим был разграблен. Только вовремя подоспевший римский полководец Марк Фурий Камилл спас римлян от капитуляции. Дороги позволили увеличить скорость передвижения как войск, так и торговых караванов.
Первая мощёная дорога была построена в 312 году до н. э. Аппием Клавдием Цеком между Римом и Капуей: она получила название «Аппиева дорога» (Via Appia) по имени своего создателя. В конце существования Римской республики территория Апеннинского полуострова покрылась сетью подобных дорог. Каждая из них носила имя цензора, которым была построена. Также дорога могла получать название по направлению или по области, через которую проходила. Иногда дороги переименовывались после того, как другой римский деятель ремонтировал её. Дороги мостились только на территории городов или на подступах к ним (за исключением полностью вымощенной Via Appia), а в основном покрывались песком, щебнем и гравием из открытых карьеров поблизости.

### Расцвет римских дорог
По мере расширения Империи Рим стал строить подобные дороги и на завоёванных территориях. Во время расцвета Империи общая протяжённость римских дорог составляла, по разным оценкам историков, от 80 до 300 тыс. км. Купцы быстро проявили интерес к этим путям. В отличие от других средиземноморских государств, которые вели в основном морскую и речную торговлю, римляне начали развивать и сухопутные торговые маршруты. Это позволило им торговать с жителями Европы, Азии и Африки, что ознаменовало экономическую экспансию империи. С развитием торговли возникла специализация в римских колониях на производстве тех или иных видов товаров (вина и масла производились на территории Иберии, злаки в Нумидии, керамические изделия и мясные продукты (копчения, соленья) — в Галлии).

### Падение Империи
С III века римские территории стали подвергаться набегам варваров, пришедших в движение в результате Великого переселения народов. Остготы, вестготы, гунны и прочие племена получили доступ к римским дорогам, которые по иронии судьбы, лишь облегчили их продвижение вглубь империи, подобно тому как в своё время они помогли римлянам завоевать и удержать соседние земли.

## Строительство римских дорог

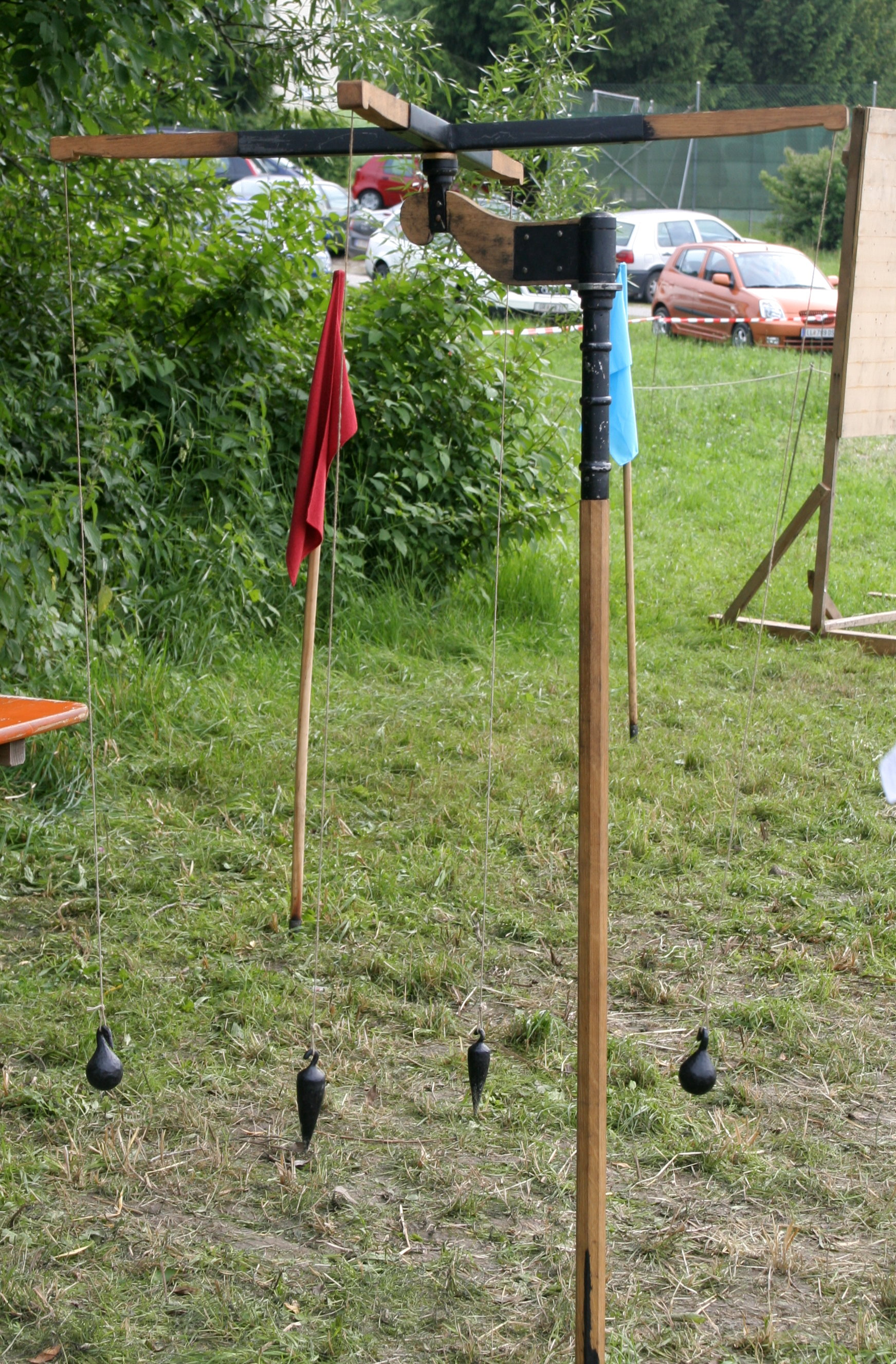
Современная реконструкция громы

### Планировка дороги
После решения о строительстве дороги, римские землемеры (лат. mensor) начинали заниматься разметкой будущих маршрутов. Во время работы они использовали следующие приборы:
- Грома (предок современного угломера) — использовалась для начертания прямых углов. Состоял из крестовины, на четырёх концах которых привязывались нитки со свинцовыми грузиками. Этот инструмент позволял проводить перпендикулярные прямые.
- Хоробат — длинная негнущаяся линейка (около 6 м) на специальных подставках. В верхней части линейки была вырезана канавка, в которую заливалась вода. Инструмент использовался для определения уклона в местностях с неровным рельефом.
- Диоптр — треугольный инструмент, к которому подвешивалась нитка со свинцовым грузиком. Использовался для установки направления на объект.

В целом римские дороги характерны тем, что строились в прямом направлении на максимально возможную длину. Они редко проходили по болотистым местностям или в непосредственной близости от рек. Когда водные преграды приходилось пересекать, строители старались подвести дорогу к броду, или же перекидывали деревянные или каменные мосты, некоторые из которых сохранились до сих пор. В пересечённой местности на дорогах уменьшали уклон для безопасности и удобства передвижения путешественников. Иногда дороги прокладывались по линии равных высот, а потом резко понижались и вновь шли горизонтально. На поворотах дороги становились значительно шире, чтобы едущие навстречу друг другу повозки могли разминуться, не сцепившись между собой колесами или передком.
После выполнения всех необходимых геодезических измерений и расчётов землемеры с помощью специальных вех начинали размечать будущую дорогу. Вырубался весь кустарник и другая поросль, которая мешала строительству дороги.

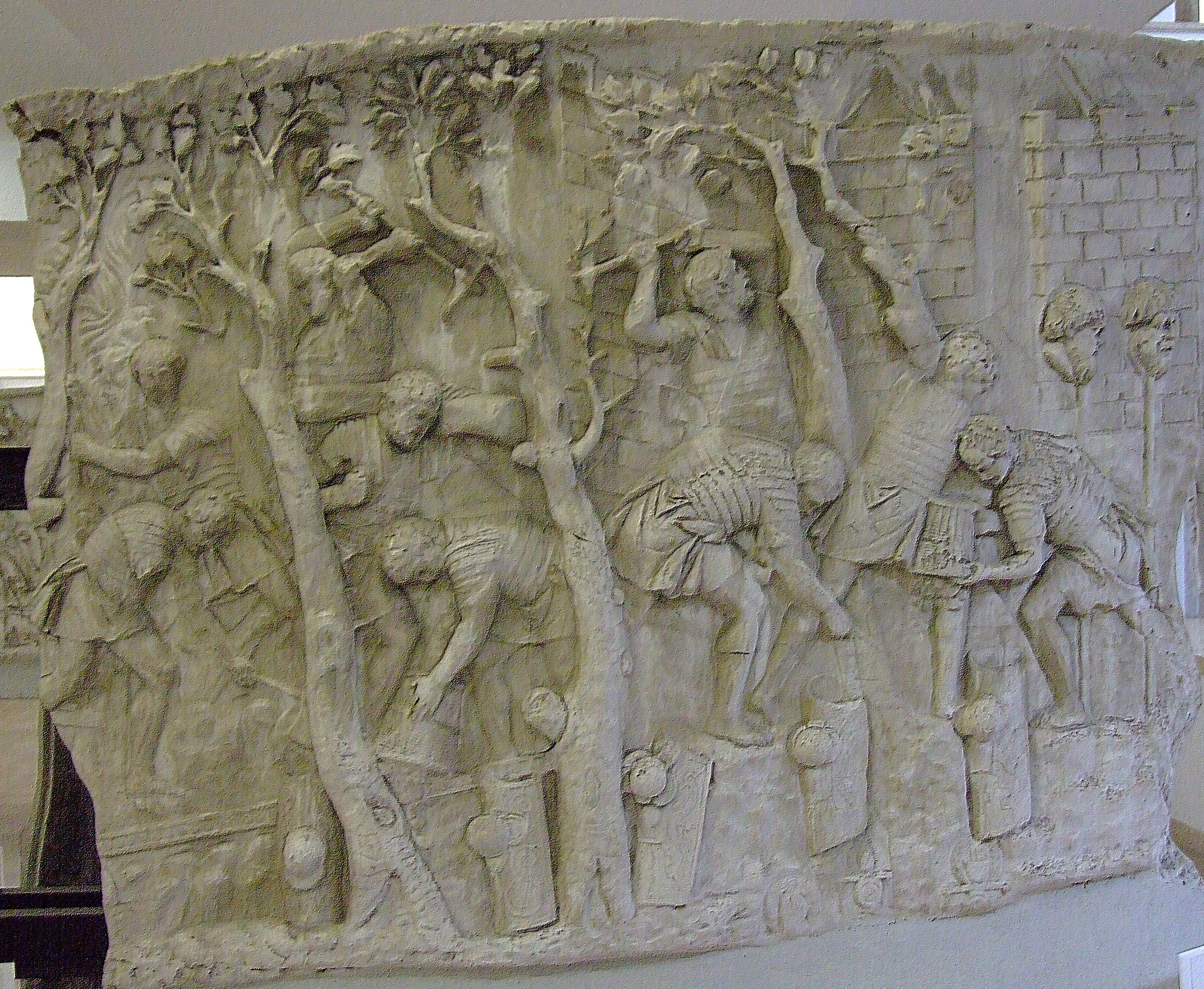
Строительство дороги, изображённое на колонне Траяна

Дорогу проектировали инженеры, строили бесчисленные рабы, плиты вырубали каменотесы.

### Строительство дороги
Обычно дорога строилась одновременно на отдельных участках, отдалённых друг от друга. Этим объясняются небольшие изменения направления, которые археологи обнаруживают при изучении древних дорог. Дороги часто строили солдаты, особенно в мирное время, поэтому отдельные участки дорог нередко находились рядом с военными лагерями. Другие отрезки строили рабы, поселенцы, жившие недалеко от дороги, или пленные. Несмотря на распространённое мнение, римские дороги не строились по стандартному плану: чаще всего дорога состояла из множества участков разного качества, при эксплуатации они поддерживались в лучшем или худшем состоянии в зависимости от того, где именно проходили.
Методы строительства зависели от местных топографических условий:
- Ставились бордюры между которыми выкапывались небольшое углубление (после укладки всех слоёв дорога все равно возвышалась над почвой).
- На рельефной местности уровень дороги повышался за счёт рытья небольших канав по сторонам от дороги, там бралась земля для насыпи. Строители старались либо срыть возвышения, либо, наоборот, «приподнять» дорогу.
- В местах, где грунт оседал, дороги оборудовались специальными подпорками.

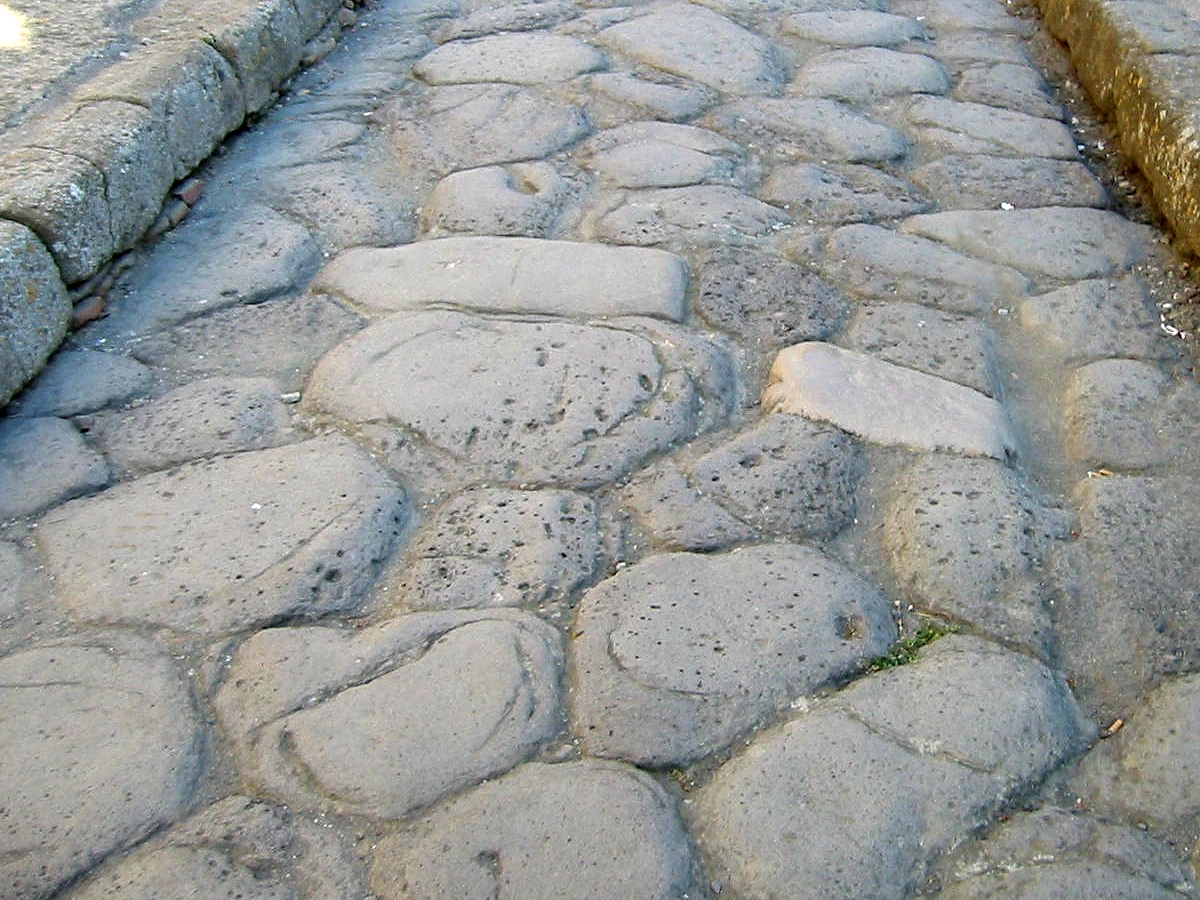
Мощёная римская дорога в Геркулануме

После того как заканчивались земляные работы, строители начинали слоями укладывать различные материалы, которые возможно было добыть в окрестностях.
- Statumen (с лат. — «подпора, устой») — основа дороги, которая формировалась из больших необработанных каменных блоков. Они служили фундаментом дороги, также через щели между плитами осуществлялся дренаж.
- Rudus (с лат. — «обломки камней, щебень») или nucleus (с лат. — «ядро, твердая сердцевина») — слой песка или тонкий слой гравия, который клался на statumen для того, чтобы выровнять поверхность.
- Summum dorsum (досл. лат. верхняя поверхность) — верхний слой из мелкого песка, гравия, извести или земли. Этот слой должен был быть одновременно мягким и прочным.

Римские дороги редко мостились, за исключением тех участков, которые находились около городов.
Построенная дорога имела несколько выгнутую поверхность, что позволяло дождевой воде стекать в дренажные канавы, вырытые вдоль дороги. Иногда канавы углублялись в процессе ремонта, так как оттуда бралась земля для возведения насыпей. Преимущественно дорогами пользовались войска, поэтому иногда параллельно пролегал ещё один путь для пешеходов и всадников.
Чтобы регулировать скорость, в городах и возле них на поверхности выкладывались камни, чтобы нельзя было сильно разогнаться на повозке, а если дорога находилась вне города, вместо камней использовался песок, чтобы можно было ехать с максимальной скоростью.
Также через каждую милю был установлен дистанционный столб (на лат. Miliarium) с начертанием расстояния в милях до ближайшего города и до Рима.

## Виды римских дорог
Основным источником для классификации дорог служат произведения римского землемера Сикула Флакка (лат. Siculus Flaccus, I в. н. э.) и юриста Домиция Ульпиана. Согласно последнему, имеются три типа дорог:
1. Viae publicae, consulares, praetoriae или militares
2. Viae privatae, rusticae, glareae или agrariae

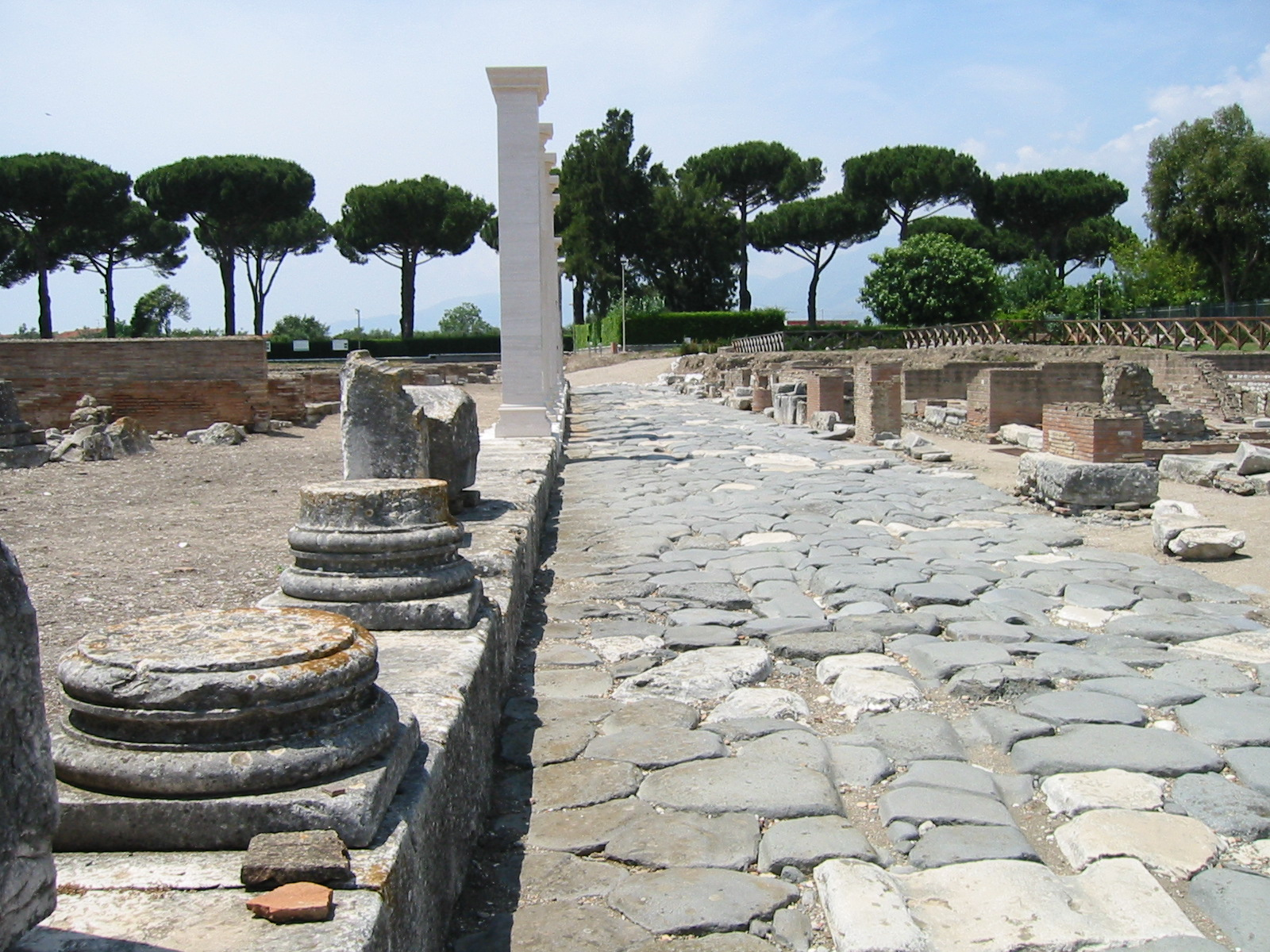
Аппиева дорога на территории древнего города Минтурно

3. Viae vicinales

### Viae publicae
Viae publicae (рус. общественные дороги) — это основные дороги Римской империи, соединявшие между собой наиболее крупные города. Эти дороги также именовались viae praetoriae (с лат. — «преторианские дороги»), viae militares (с лат. — «военные дороги») или viae consulares (с лат. — «консульские дороги»).
Общественные дороги строились на земле, принадлежавшей государству и на государственные деньги. Однако часто налогами на строительство таких дорог облагались города, к которым эти дороги вели, или крупные собственники, через чьи земли эти дороги прокладывались.
Чаще всего они назывались по имени того человека, кто предложил построить данную дорогу (примеры: Via Agrippa (Агриппиева дорога) — по имени Марка Випсания Агриппы, Via Domitia (Домициева дорога) — по имени консула 122 года до н. э. Гнея Домиция Агенобарба).
Управление этой дорогой затем препоручалось государственному чиновнику — curator viarum (с лат. — «дорожный смотритель»). Он отдавал приказы по поводу любых работ, связанных с дорогой, в том числе следил за её состоянием и в случае необходимости ремонтировал.
Средняя ширина viae publicae составляла от 6 до 12 м.

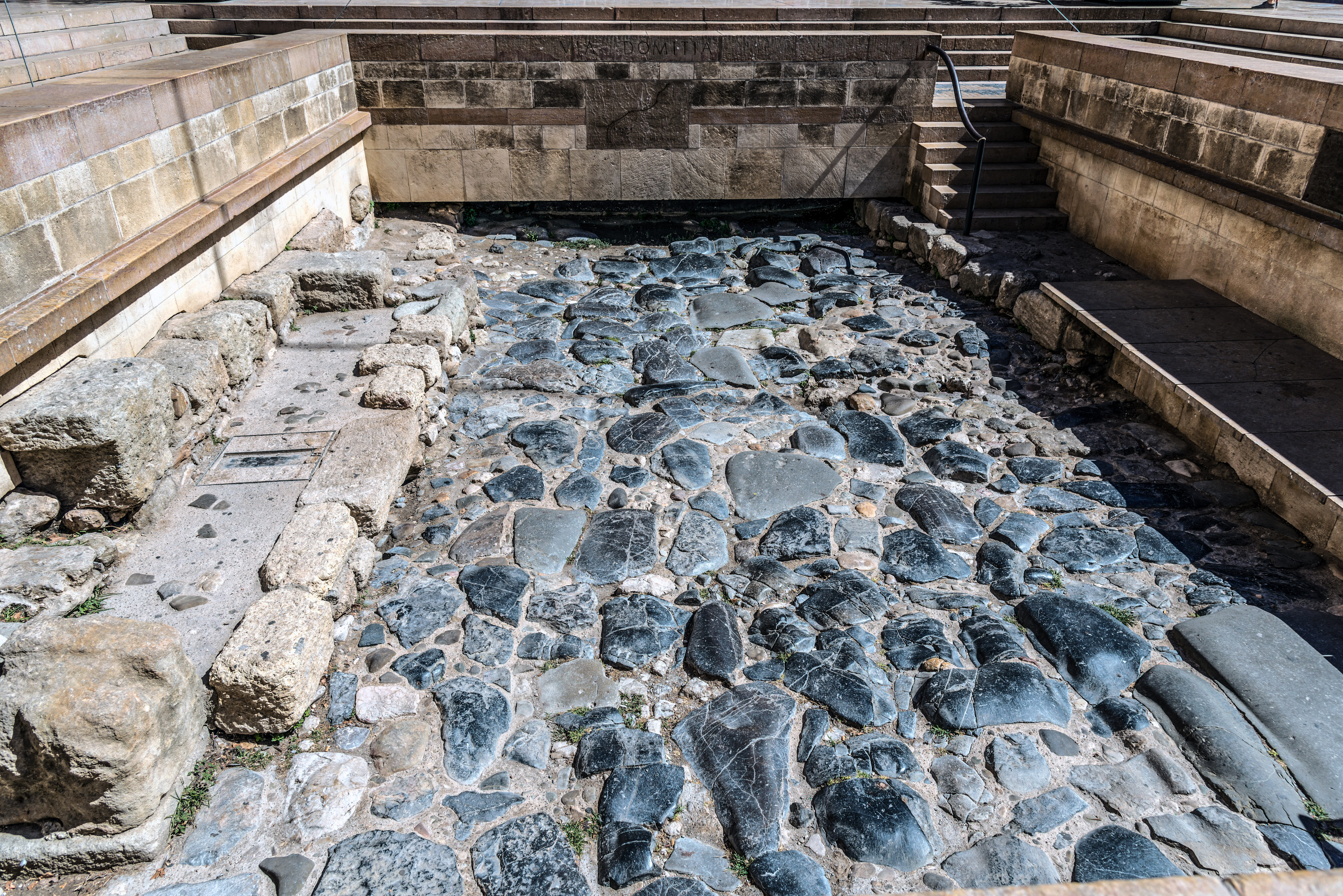
Домициева дорога в Нарбонской Галлии

### Viae vicinales
Viae vicinales (с лат. — «проселочные дороги») — эти дороги ответвлялись от viae publicae и соединяли между собой vici (с лат. — «деревни, поселки») в одной области. Они составляли основную часть дорог древней транспортной сети.
Средняя ширина viae vicinales составляла около 4 м.

### Viae privatae
Viae privatae (с лат. — «частные дороги») соединяли крупные владения, villae (с лат. — «вилла, поместье»), с viae vicinales и viae publicae. Они находились в частной собственности и полностью финансировались владельцами. Чаще всего они начинались у границ поместий.
Средняя ширина viae privatae составляла от 2,5 до 4 м.

## Транспорт
Римское право запрещало передвижение в пределах города на каких-либо транспортных средствах за исключением особо оговоренных случаев. Замужние женщины и правительственные чиновники могли ездить верхом или на носилках. По законам Юлия (Lex Iulia) торговые подводы должны были передвигаться по городам внутри городских стен и на расстоянии мили от них только ночью. За пределами городов римляне могли передвигаться на любом транспорте.
Римские повозки можно условно поделить на три типа: колесница, коляска и телега. В колесницах ездили 1-2 человека, в колясках — целая компания, а на телегах перевозился различный груз.

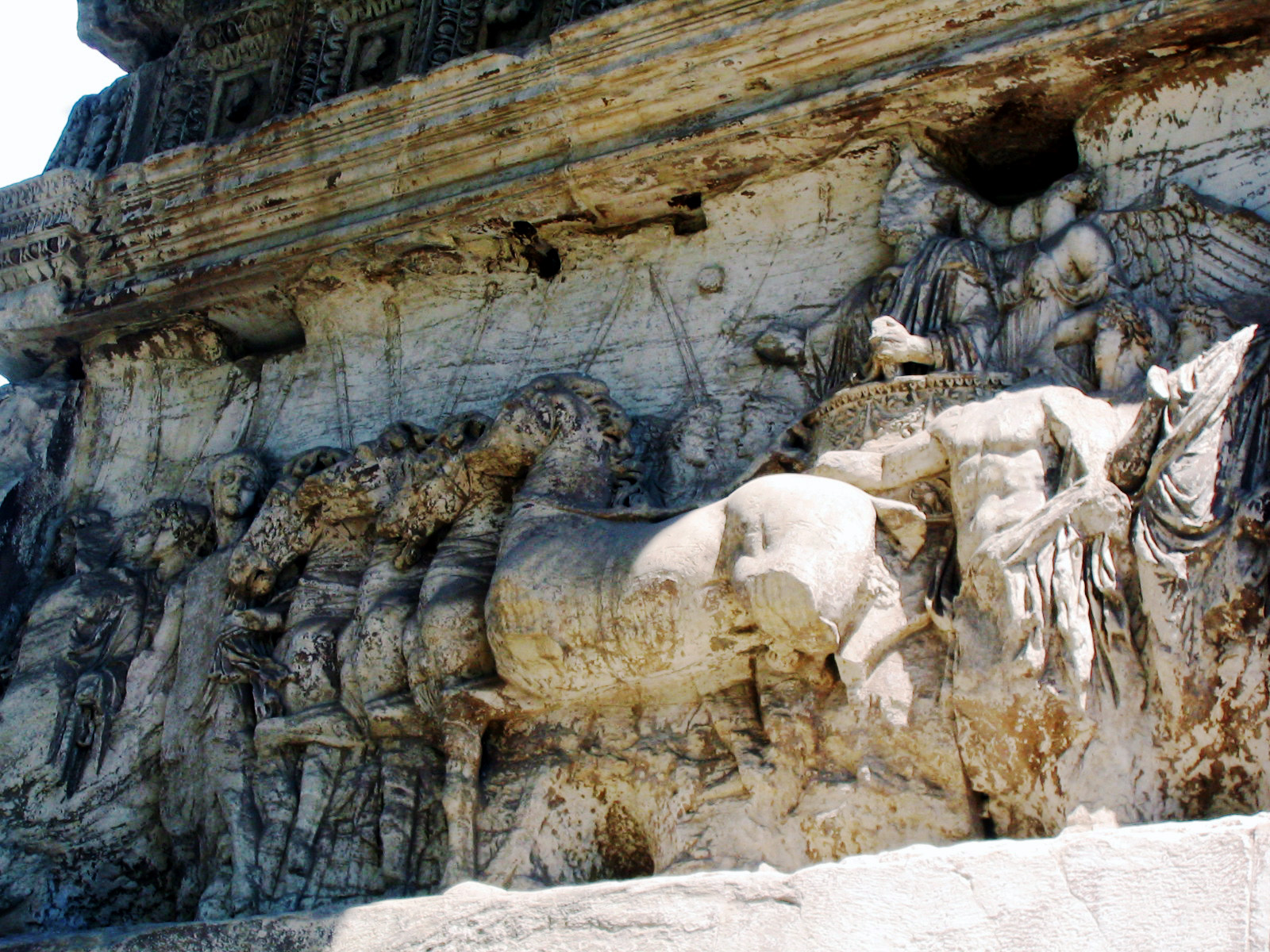
Император Тит въезжает в Рим на квадриге. Рельеф на арке Тита

Среди колесниц наибольшей популярностью пользовались carrus. Верхняя часть такой повозки была открыта, а передняя закрыта. В ней обычно ехали возница и пассажир. Колесница, в которую запрягались две лошади, называлась biga (бига), три лошади — triga (трига), четыре лошади — quadriga (квадрига). Колесный бандаж делался из железа. Когда колесницы не использовались, колеса с них снимались для лучшей сохранности.
Более роскошный вариант колесницы — это carpentum (с лат. — «двухколесная повозка, двуколка»). На них ездили женщины и чиновники. Верхняя часть колесниц обивалась тканью, а тянули повозку мулы. Ещё один вариант — cisium (с лат. — «легкая двухколёсная коляска»), похожая на кабриолет. Она была открыта сверху и спереди, в ней имелось сидение для двух человек, для багажа в такой коляске место было очень мало. Такую повозку везли одна или две лошади или мула. Она использовалась в качестве наёмного экипажа, управлял ей возницей, который назывался cisiani, а пассажир именовался cisarius.
Самой большой популярностью пользовались четырёхколёсные коляски — raeda или reda. Высокие стенки образовывали нечто вроде коробки, внутри которой располагались сидения. Обычно в такой повозке ездили несколько человек с багажом, общий вес которых не должен был превышать 450 кг. Тянули повозки лошади, мулы или рогатый скот. В случае изменения погоды, над коляской можно было поднять тент из ткани, тогда коляска становилась похожей на фургон. Raeda, скорее всего, были основным транспортом на римских дорогах. Наемные повозки назывались raedae meritoriae, правительственные — fiscalis raeda. Возница и пассажир назывались одинаково — raedarius.
Среди телег в основном выделяются plaustrum или plostrum, предназначенные для перевоза товаров, например, бочек с вином. Они представляли собой обычные платформы на больших и крепких колесах. Иногда телеги имели борта. Также существовали двухколёсные варианты, которые назывались plaustrum maius.
Римляне, не владевшие собственным транспортом, могли нанять повозки или колесницы у iumentarii и cisiarii, располагавшихся часто у ворот города.

## Карты и итинерарии
Работа землемеров не выходила за пределы геодезических измерений и расчётов и расстановки вех вдоль маршрута будущей дороги. Но так как постепенно накапливалось множество данных (расстояния между городами, препятствия на пути, расположение мостов и бродов и тому подобное), начали появляться люди, которые занимались составлением карт.
Римские картографы составляли карты на свитках стандартного размера. На них изображалась местность в несколько искажённом виде, так как законы перспективы и масштабирование тогда не применялись. Однако римский путешественник мог найти на такой карте много полезной информации о разных дорожных участках и остановках на пути, о длине отдельных отрезков, о препятствиях или примечательных местах (главных городах, храмах). Эти карты давали всю ту информацию, которая была необходима древним путешественникам.
Жители империи не пользовались в дороге картами, которые хранились в основном в библиотеках и не имели широкого хождения. Однако перед поездкой путешественник часто нуждался в дополнительной информации — как добраться до пункта назначения, сколько времени это займёт и тому подобное. В этом случае на помощь приходили итинерарии. Изначально это был просто список городов по пути следования. Но постепенно эти справочники усложнились — в них начали рисовать схематичные карты дорог и их ответвлений, но в карты они так и не превратились, так как на них не показывался ландшафт.
Римское правительство время от времени принимало решение распространить подобные итинерарии среди населения. Первая такая попытка из известных была предпринята Юлием Цезарем и Марком Антонием в 44 г до н. э. Трем греческим географам Зенодоксу, Феодоту и Поликлиту было поручено составить такой итинерарий. Выполнение задачи заняло более 25 лет. В результате этой работы около Пантеона была установлена каменная плита, на который выгравировали этот итинерарий. Все желающие могли подойти к нему и сделать с него копию.

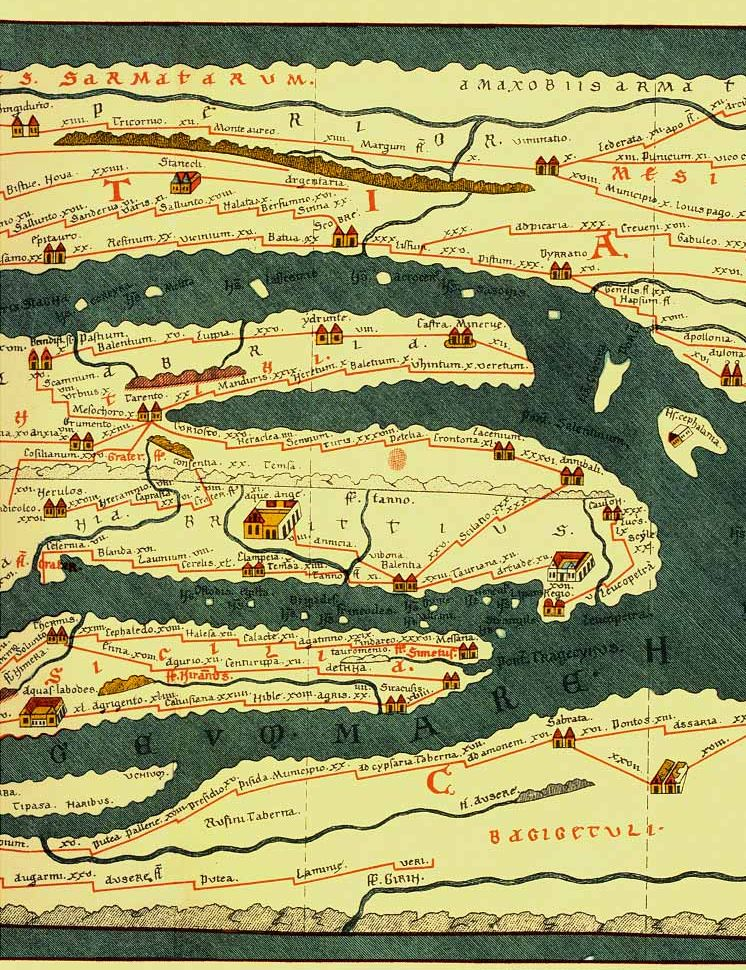
Часть Пейтингеровой таблицы (в центре изображена южная часть Италии)

### Итинерарий Антонина
Итинерарий Антонина Августа (лат. Itinerarium Antonini Augusti) представляет собой книгу-указатель, в которой перечисляются все дорожные переходы и расстояния каждой из существовавших на тот момент римских дорог. Он был составлен во время правления Каракаллы, затем, видимо, переделан в период Тетрархии в конце III в. Скорее всего, указатель был выполнен на основе какой-либо настенной карты.
В соответствии с итинерарием Антонина длина римских дорог составляла около 85 тыс. км и соединяла между собой 372 населённых пункта.

### Пейтингерова скрижаль
Самый знаменитый документ, который дошёл до наших дней — это Пейтингерова скрижаль (лат. Tabula Peutingeriana). Сохранившаяся карта, или вернее схема — копия, сделанная эльзасским монахом в XIII веке с документа, оригинал которого восходит к началу III века, но имеет наслоения и более поздних времён. Предположительно, её первоисточником является карта Агриппы, составленная для его зятя императора Октавиана Августа. В XVI веке Пейтингерова скрижаль принадлежала гуманисту Конраду Пейтингеру, а сейчас хранится в библиотеке Вены в Австрии. Свиток-рулон состоит из 11 листов, общая длина которого составляет 6,8 м, а ширина — 0,34 м. На карте в виде перечня племён и народов вдоль торговых маршрутов изображён весь известный римлянам мир — от Англии до Африки и от Атлантического океана до Индии.

### Другие источники
В 1852 году на дне озера Браччано, недалеко от Рима, были найдены старинные серебряные кубки. На ножках «кубков Викарелло», получивших своё название по тому месту, где были обнаружены, выгравированы названия станций, где менялись лошади, и указаны расстояния между ними на дороге, ведущей из Рима в Кадис.
Существовали и другие итинерарии помимо книги Антонина. Например, итинерарии, описывающие паломничество в Иерусалим Евсевия Кесарийского, Евсевия Никомедийского или Феогнида Никейского. Неизвестный паломник, написавший Бордоский итинерарий в 333 году, также описывает какой дорогой следовать, чтобы добраться до Святой земли. Итинерарий Александра (англ. Itinerarium Alexandri) представляет собой список завоеваний Александра Великого.

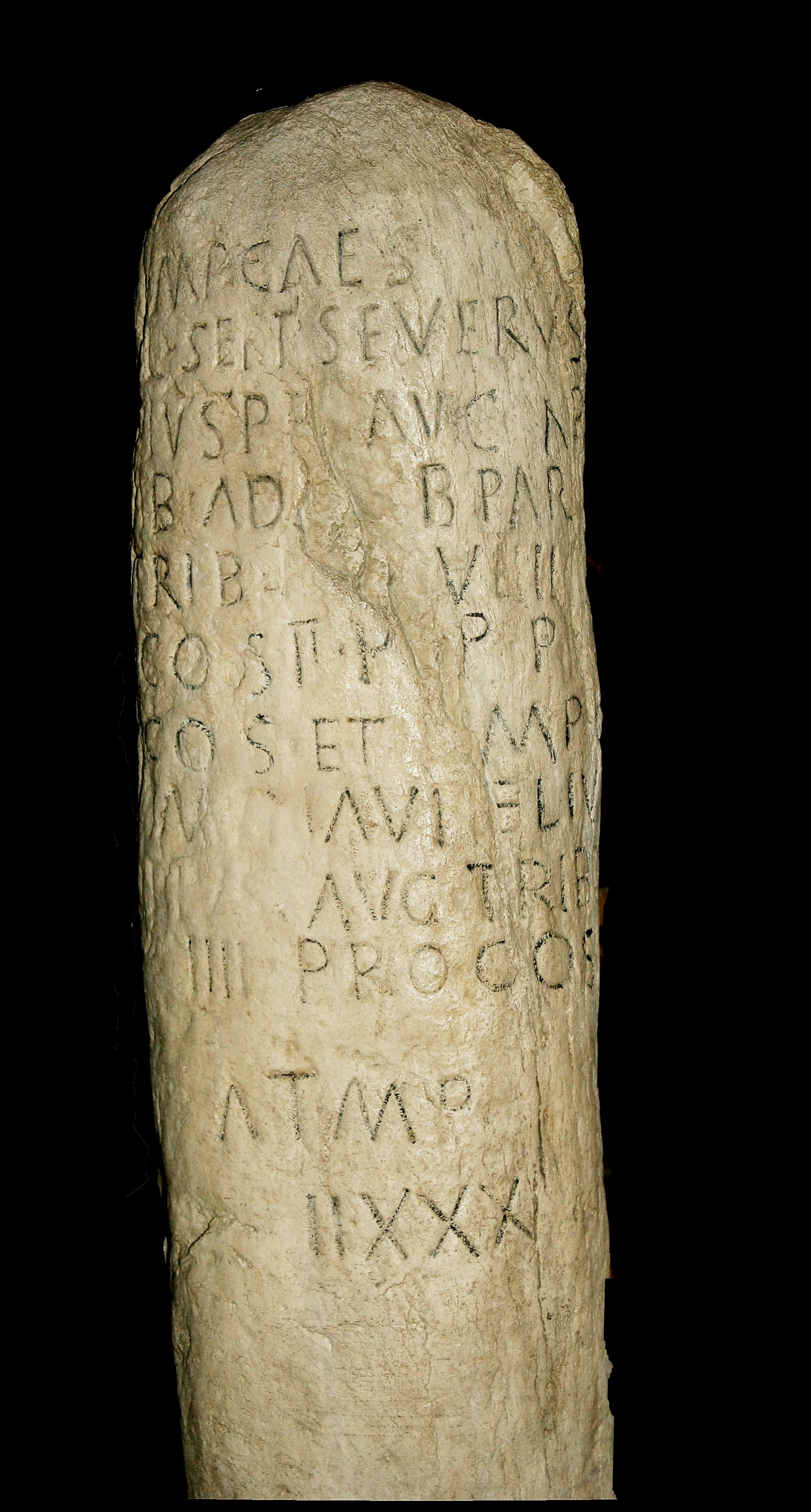
Мильный камень 201 года (Австрия)

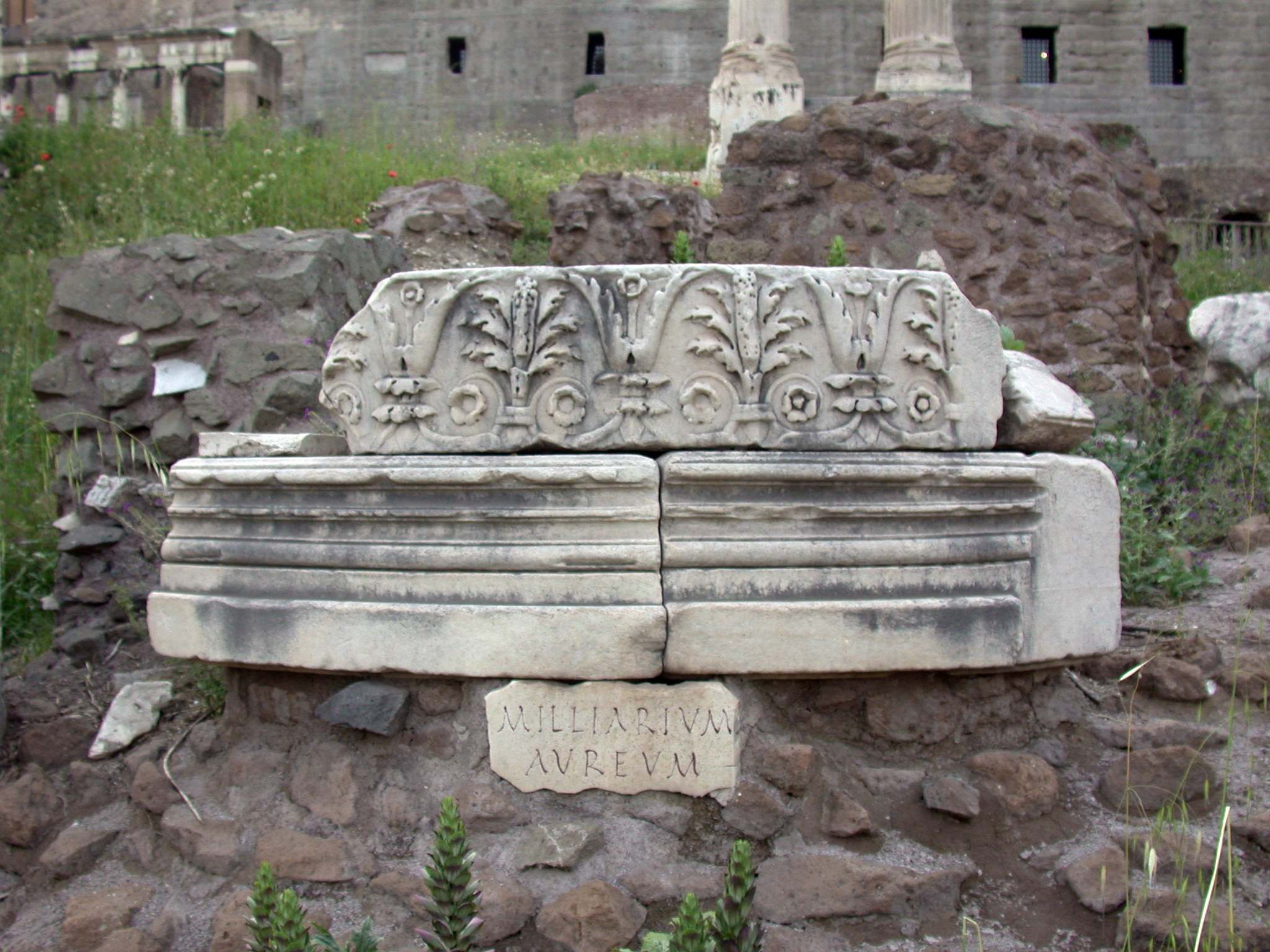
Остатки Milliarium Aureum на Римском форуме

## Дорожные сооружения
Строительство римских дорог не заканчивалось прокладкой собственно дороги. Для удобства путешественников на пути устанавливались дорожные указатели, строились мосты через водные преграды и т. п.

### Мильные камни
Для того чтобы ориентироваться на местности, римские инженеры через определенные промежутки воздвигали на обочинах viae publicae и vicinales мильные камни (miliarium). Они представляли собой цилиндрические колонны высотой от 1,5 до 4 м и диаметром от 50 до 80 см. Колонны стояли на кубических основах, углубленных в землю примерно на 60-80 см. Весили мильные камни более 2 тонн. Эти столбы, в отличие от современных дорожных указателей, не ставились через каждую милю. На них указывалось расстояние до ближайшего населенного пункта.

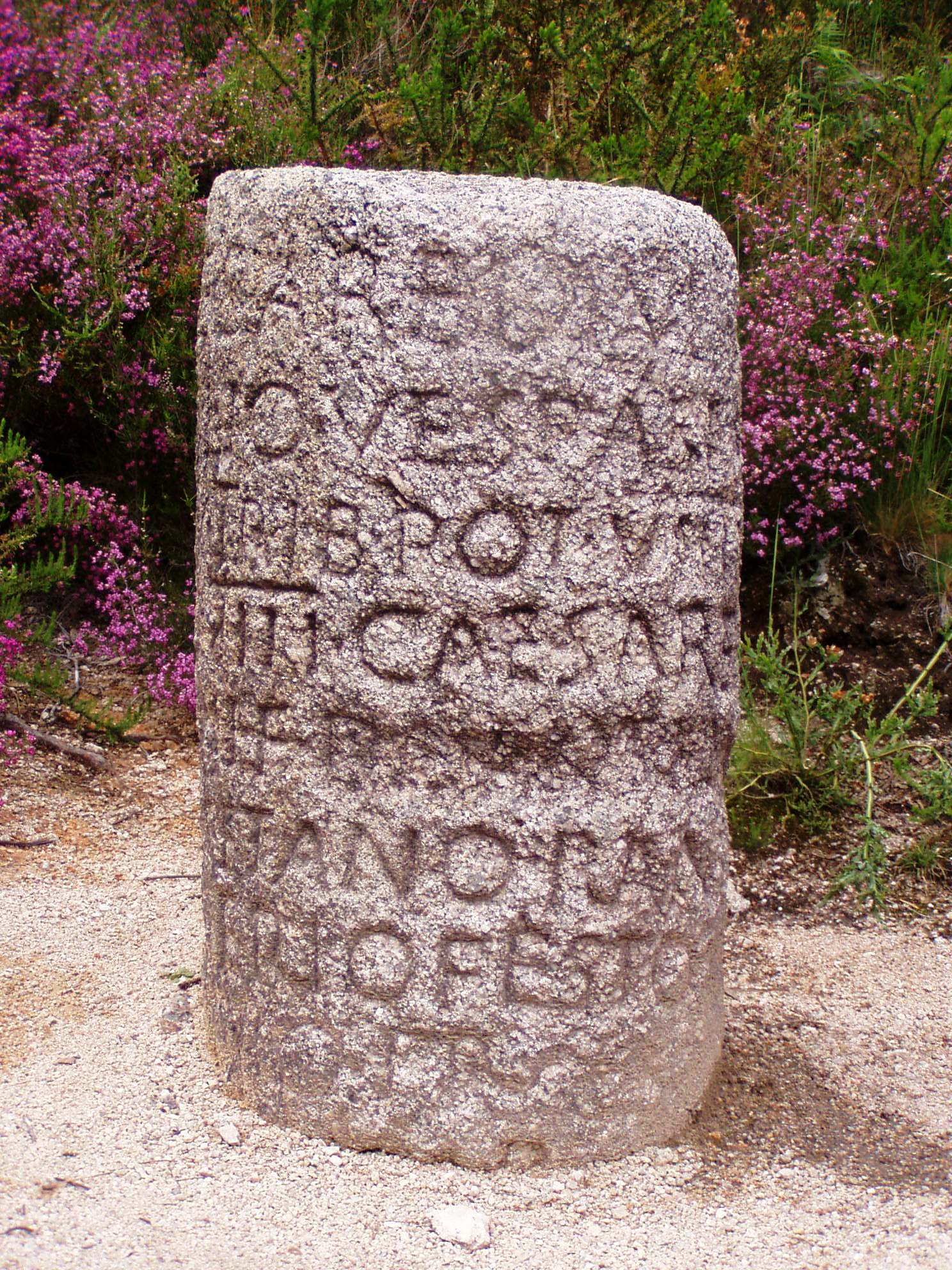
Мильный камень XXIX с Via Romana XVIII, идущей от Браги до Асторги

На верхней части каждого мильного камня (так как путешественники чаще всего ехали верхом на лошадях или сидели в повозках, то им все было хорошо видно) находились надписи: имя императора, по указу которого строилась или ремонтировалась дорога, его титулы, несколько слов о возникновении камня (был ли он поставлен здесь после строительства или ремонта дороги) и расстояние от данной точки до ближайшего населенного пункта, большого дорожного перекрестка или границы. Расстояния римляне исчисляли в милях. Римская миля (лат. milia passuum) равнялась 1000 двойных шагов и составляла примерно 1,48 км. На некоторых дорогах такие указатели ставились позже, чем строилась сама дорога (например, на Домициевой дороге), поэтому и расстояния указывались уже в других единицах.
В 20 году до н. э. Октавиан Август стал уполномоченным по делам римских дорог. Он установил на Римском форуме недалеко от храма Сатурна Золотой миллиарий. Предполагалось, что все дороги начинались от этого позолоченного бронзового монумента. На нём были перечислены крупнейшие города империи и расстояние до них.

### Преодоление естественных преград
Римские инженеры старались как можно меньше строить объездные пути, поэтому им пришлось позаботиться о том, чтобы путешественники могли без особых для себя неудобств преодолевать различные водные преграды.

#### Броды
Часто возможно было перейти реки или ручьи через брод. Поэтому здесь дороги обычно мостились щебнем или облицовывались известью, а края дороги подпирались деревянными брусьями. Однако археологи находили и другие броды, которые пересекали важные дороги. Здесь брод заваливался большими каменными глыбами, сооружалась подпорная стенка, канал для отвода воды, а дорога мостилась. Такие переходы через брод часто превращались позже в небольшие деревянные или каменные мосты.

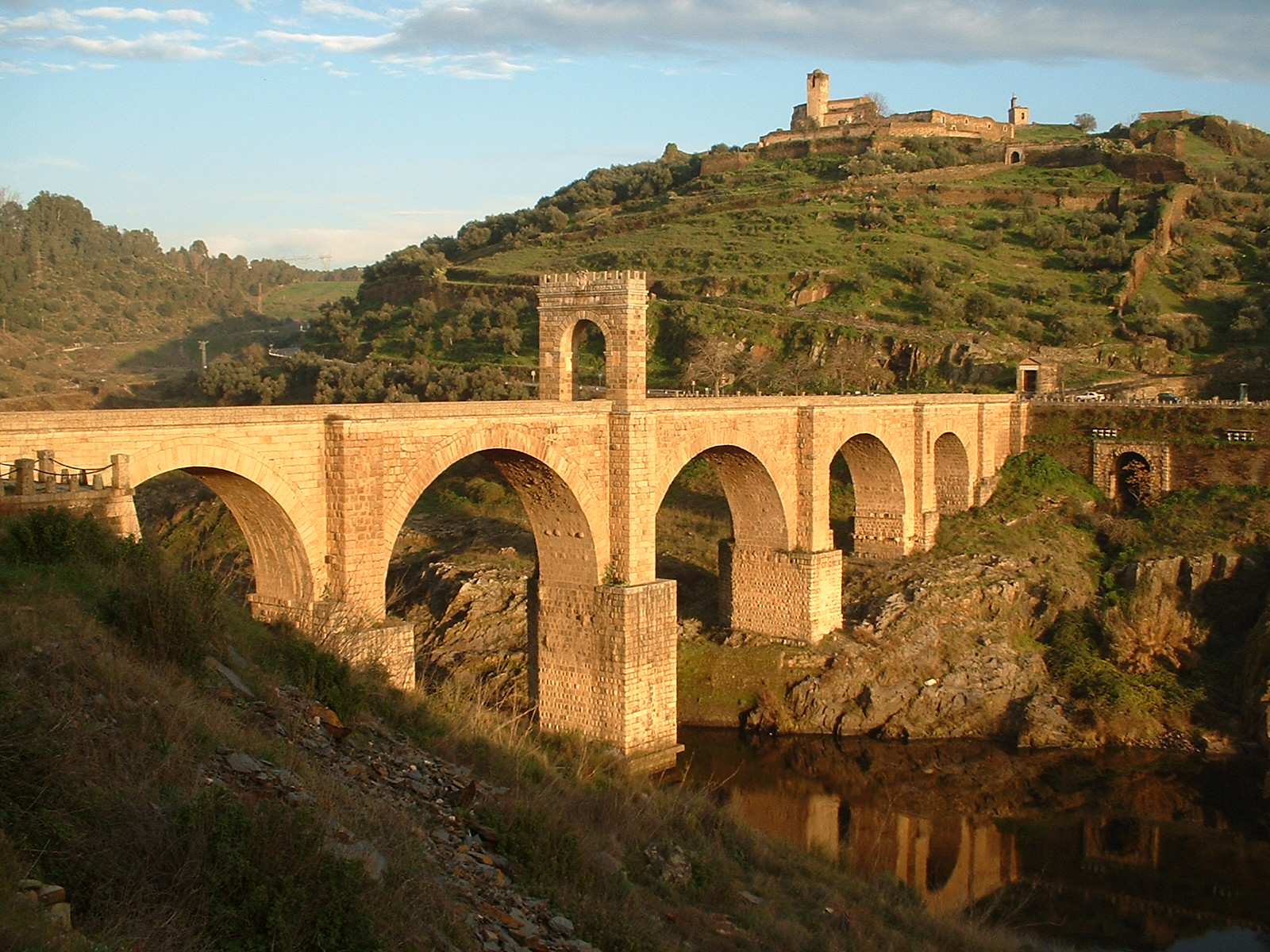
Мост Алькантара в Испании

#### Мосты
- Каменные мосты

Римляне строили мосты над не очень широкими реками. Они позволяли обеспечить движение в любом направлении даже во время паводков. Многие такие сооружения дошли до наших дней, а некоторые из них используются до сих пор. Иногда мосты разрушали, но старые опоры использовали для строительства новых. Часто около мостов находились населенные пункты. В зависимости от ширины реки мост мог иметь одну арку или несколько. В последнем случае на каждой опоре моста делался выступ со стороны верхнего течения. Благодаря им во время паводков у опор не скапливались предметы, которые несло по течению, а мост предохранялся от разрушения и опасности быть смытым под грузом накопившихся обломков.
- Деревянные мосты

Иногда мосты целиком строились из дерева, а стояли на сваях.
- Мосты смешанного типа

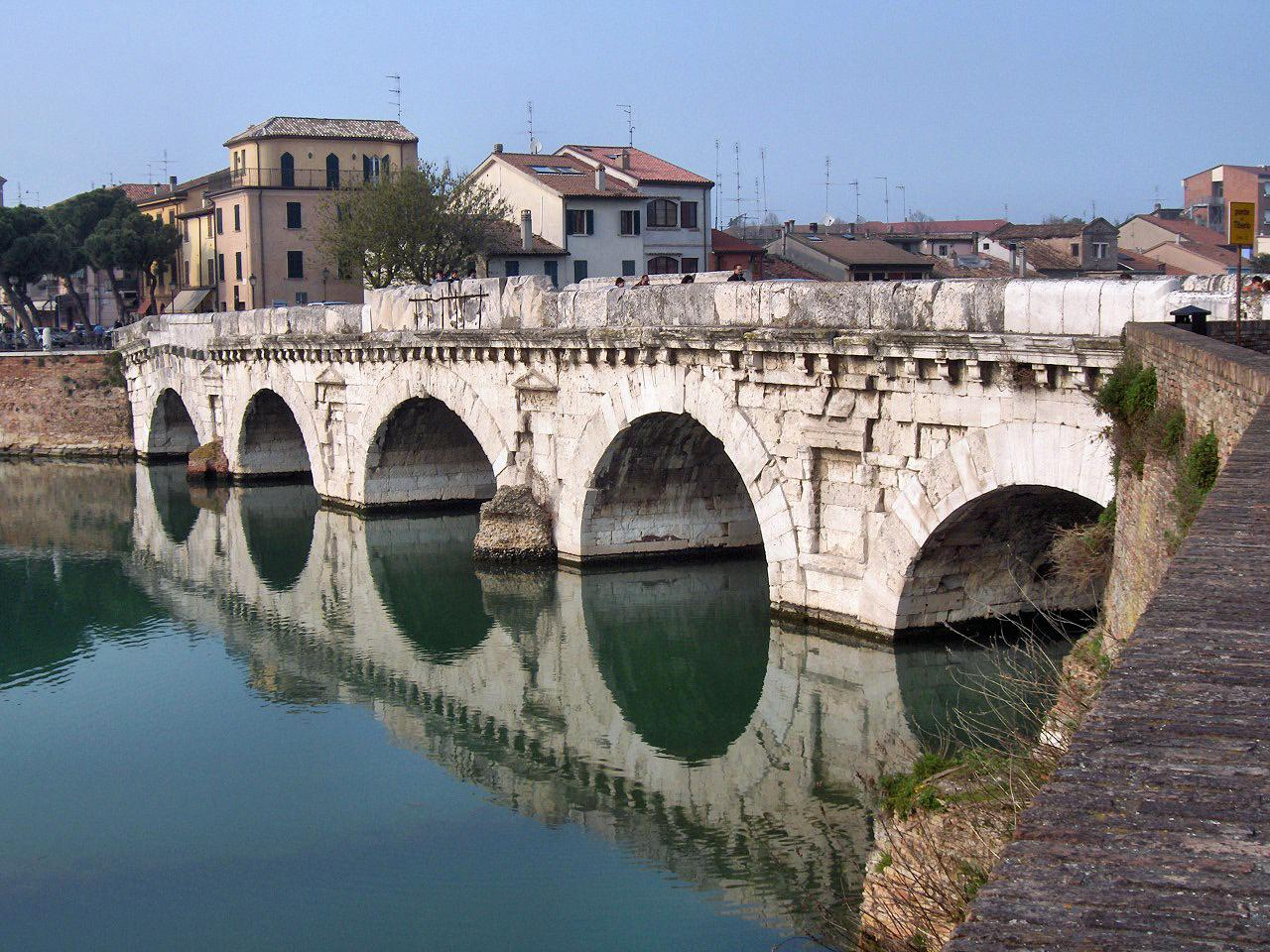
Мост Тиберия в Римини, Италия

Или же для большей прочности опоры моста строились из камня, а несущая конструкция помоста — из дерева. Одним из примеров такого типа конструкции является римский мост в Трире, где опоры были сложены из камня, а настил — из дерева. Сегодня там сохранились только римские каменные опоры, верхняя же часть была построена из тесаного камня уже позже.
- Понтонные мосты

Понтонные или наплавные мосты строились для преодоления широких рек. У берегов сооружалось как бы начало обычного моста, а затем уже между этими опорами прикреплялся понтонный мост. Такая система обеспечивала устойчивость моста.

#### Паромы
Широкое распространение получила и система платных паромов, которые перевозили путешественников и торговцев с берега на берег.

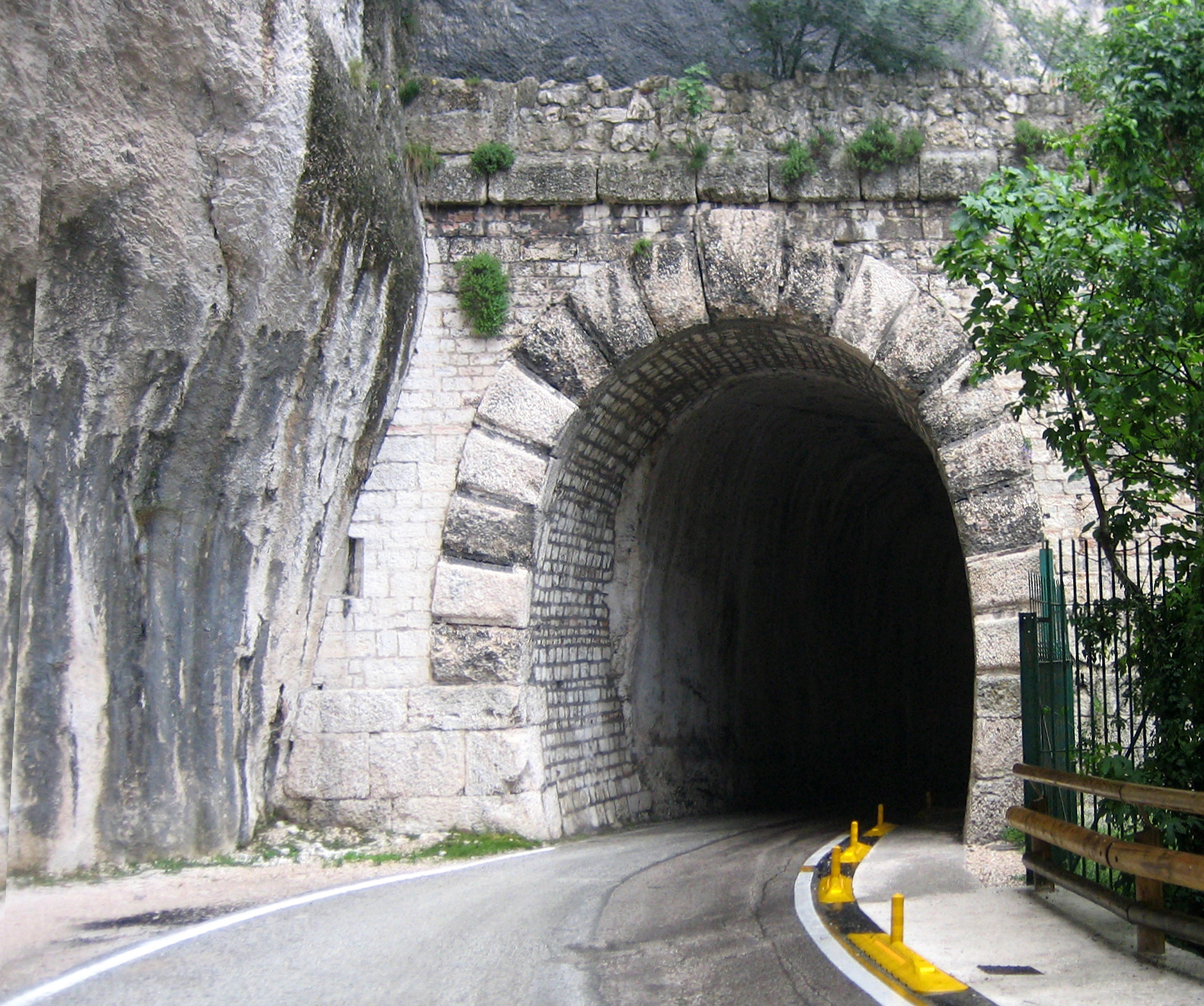
Тоннель Фурло на Фламиниевой дороге

#### Тоннели
В горных районах строителям было гораздо сложнее вести дорогу прямо, поэтому в некоторых случаях они прорубали в скалах тоннели, через которые дорога беспрепятственно продолжала свой путь. Чаще всего эти тоннели имели совсем небольшой размер. В целях безопасности со стороны обрыва дороги мостились, чтобы не случился оползень, а с помощью подпорных стенок старались сделать дорогу максимально широкой.
На больших или важных дорогах строили и большие тоннели, длина которых могла насчитывать от нескольких сотен метров до километра.

## Здания и памятники
Войскам не требовались специальные места отдыха по пути следования, так как все необходимые вещи они несли с собой, а в случае привала разбивали военный лагерь. Для большего удобства других путешественников, римские строители ставили вдоль дороги станции, которые получили название mutationes и mansiones. Для удостоверения личности путники должны были иметь с собой паспорт.

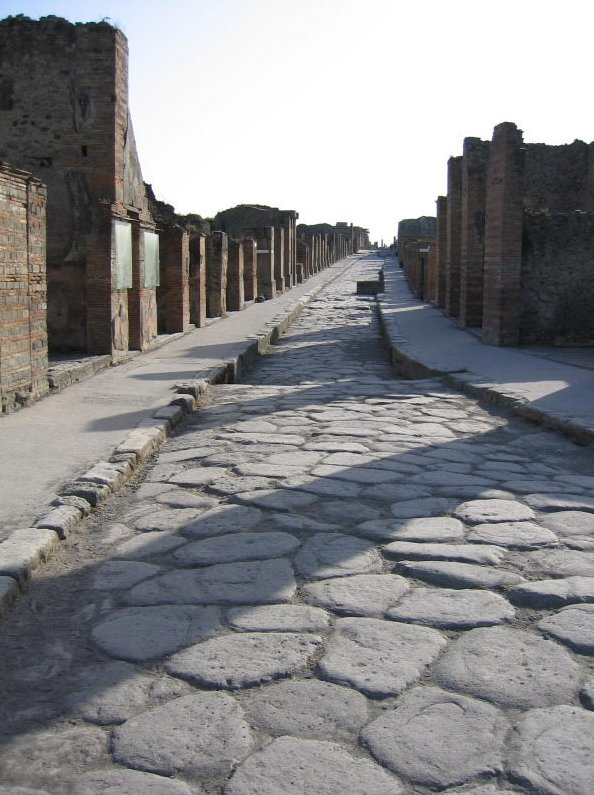
Римская дорога в Помпеях

### Почтовые станции, постоялые дворы и склады
Mutatio (с лат. — «место смены лошадей, почтовая станция») — станции, которые располагались вдоль дороги через каждые 10-15 км и предназначались для недолгой остановки путешественников и смены лошадей.
На каждые три почтовые станции приходилось по одному mansio (с лат. — «место отдыха, привал, ночлег, остановка»). Они были удалены друг от друга на расстояние от 25 до 50 км. Чтобы их было легче отличить от обычных почтовых станций, здания mansio красились в красный цвет (в Италии до сих пор дома путевых обходчиков красят в красный). В постоялом дворе делами заправлял caupo (с лат. — «кабатчик, трактирщик»). Эти остановки были хорошо оборудованы и здесь путники могли провести ночь, поесть, поставить лошадей в конюшню — stabulum, воспользоваться услугами кузнеца или тележника. Иногда вокруг таких станций впоследствии разрастался целый город (например, Рейнцаберн в Германии или Саверн в Эльзасе).
До наших дней дошло много источников, описывающих постоялые дворы. Эти tabernae (с лат. — «харчевня») часто имели очень плохую репутацию, поэтому путешественники предпочитали разбивать лагерь недалеко от них, либо жить в deversorium (с лат. — «постоялый двор, гостиница»), предназначенных для состоятельных людей, или же, пользуясь законами гостеприимства (hospitium), селиться у местных жителей, к которым они имели рекомендательные письма.
Кроме постоялых дворов на дорогах стояли horrea (с лат. — «амбар, житница, склад»), которые находились в ведении службы cura annonae (попечение о снабжении продовольствием столицы Империи; лат. annonae curam agere — заботиться о продовольствии).

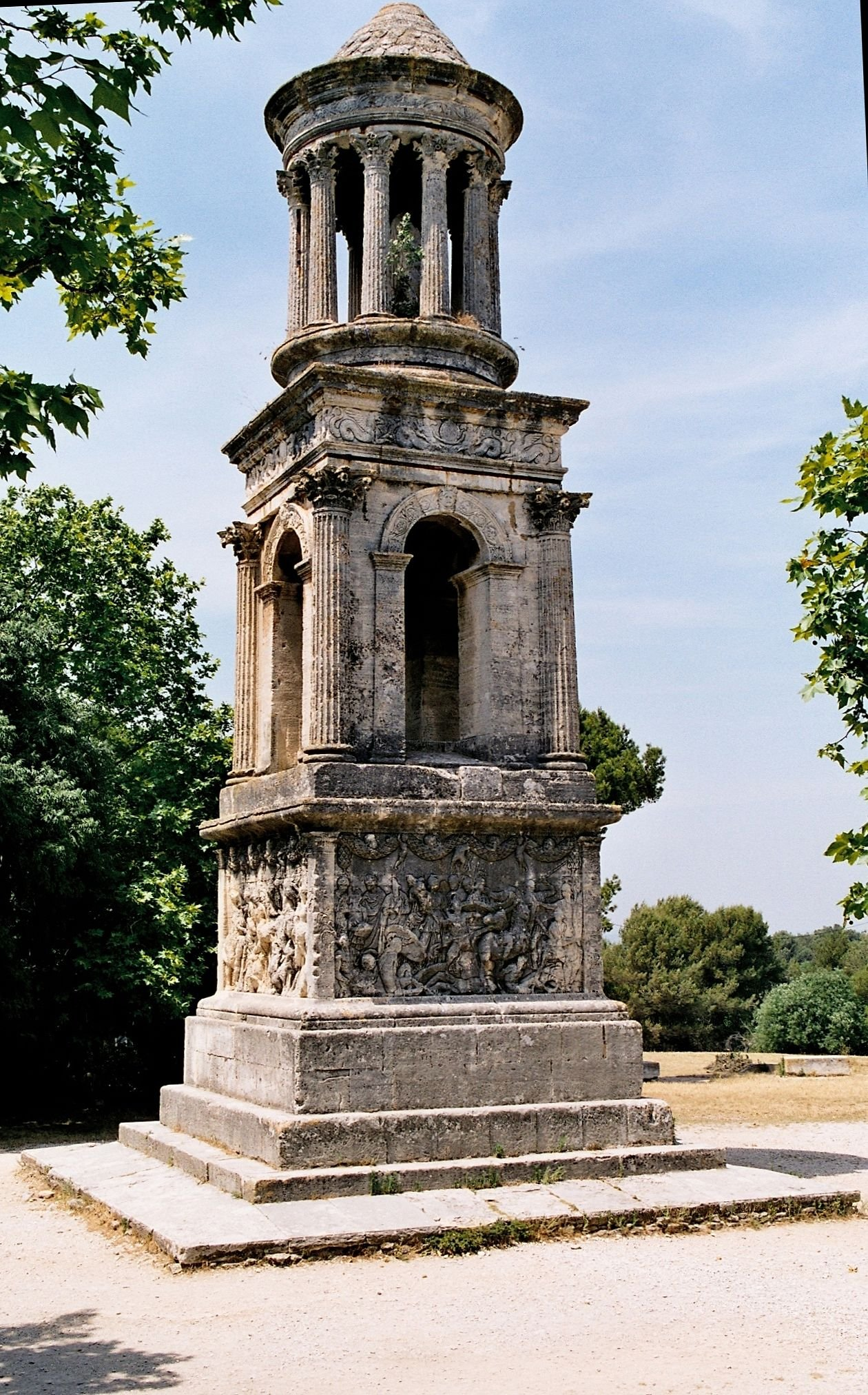
Мавзолей в Глануме (Франция, Буш-дю-Рон)

### Курьерская служба и охрана
Cursus publicus (государственная почтовая служба Римской империи) активно пользовалась римскими дорогами. Курьеры быстро доставляли сообщения и новости во все уголки Империи. Почтовая служба была так хорошо налажена, что при благоприятных условиях курьеры на повозках могли в день проехать около 75 км (для сравнения почтовые службы в середине XVI века обычно могли в день преодолеть не более 45 км).
Курьеры в основном ездили на cisium с установленными на них коробами. Если послание было срочным, то верхом на лошадях. Курьеры носили характерные кожаные головные уборы, которые назывались petanus. Почтовая служба была довольно опасным занятием, так как курьеры часто являлись целью для разбойников и врагов империи. Частную переписку состоятельных людей перевозили рабы tabellarii (с лат. — «посланец, гонец»).
Так как быстро стало ясно, что передвижение по дорогам не так безопасно, как хотелось бы, то вдоль путей начали строить оборонительные сооружения и ставить военные лагеря. Они следили за порядком на дорогах. Некоторые оборонительные сооружения превратились со временем в настоящие крепости. Кроме того, гарнизон часто был задействован в ремонтных работах на дорогах.

### Гражданские, военные и священные памятники
Вдоль дорог находились и различные культовые и священные места, например, храмы, которые строились для духовной поддержки путников и в честь богов, защищающих путешественников. Путники молились Меркурию, богу торговли и покровителю путешественников, Диане, защитнице дорог и разным местным богам. Богам давались разнообразные подношения — деньги, вещи, пища и т. п.
Мавзолеи и трофеи возводились вдоль дорог императорами или другими состоятельными людьми. Они прославляли императоров, военачальников, рассказывали о победах римских войск.

## Крупнейшие римские дороги

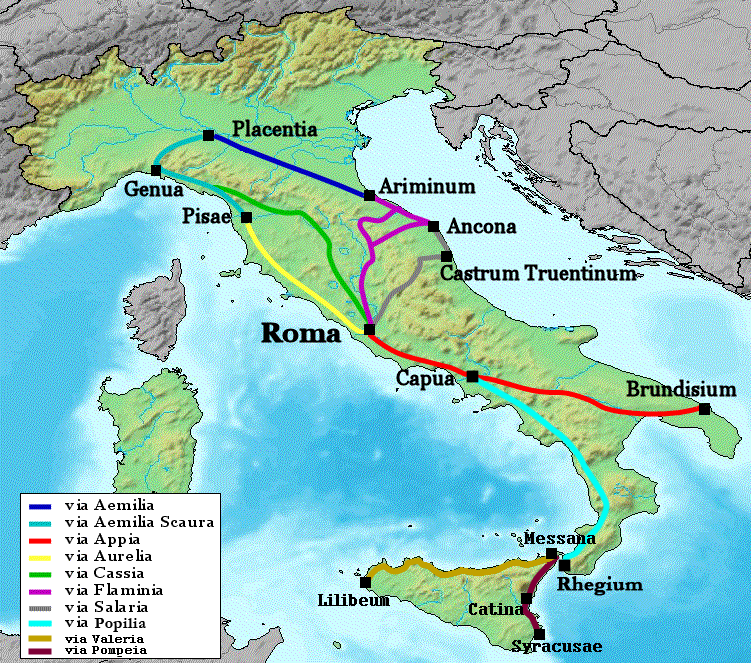
Основные римские дороги в Италии

- Via Agrippa (Агриппиева дорога) — построена в 40 году, соединяла между собой Рим и Булонь-сюр-Мер.
- Via Æmilia (Эмилиева дорога) — построена в 188[1] (187) году до н. э., соединяла Римини и Пьяченцу.
- Via Appia (Аппиева дорога) — построена в 312 году до н. э., соединяла Рим и Бриндизи.
- Via Aurelia (Аврелиева дорога) — построена в 241 году до н. э., соединяла Рим и Лигурию.
- Via Cassia (Кассиева дорога) соединяла Рим и Этрурию.
- Via Clodia (Клодиева дорога) соединяла Рим с поселениями Этрурии западнее Кассиевой дороги.
- Via Domitia (Домициева дорога) — построена около 118 года до н. э., соединяла северную Италию с Испанией через Нарбонскую Галлию.
- Via Egnatia — построена во II веке до н. э., соединяла Дуррес с Византием.
- Via Julia Augusta — построена в I веке до н. э., соединяла Пьяченцу с долиной Роны.
- Via Flaminia (Фламиниева дорога) — построена в 220 году до н. э., соединяла Рим с Умбрией.
- Via Latina соединяла Рим с южной частью Италии.
- Via Postumia соединяла Геную с Аквилеей.
- Via Salaria («соляной путь») соединяла Рим с территориями сабинян, следуя через долину Тибра.
- Via Valeria соединяла Рим с центральной Италией.

## Локализация римских дорог
Многие римские дороги сохранились до наших дней: некоторые из них находятся в первозданном виде, на месте других проходят современные трассы. К сожалению, исторические источники, которые дошли до наших дней, не всегда помогают точно определить местонахождение той или иной дороги.

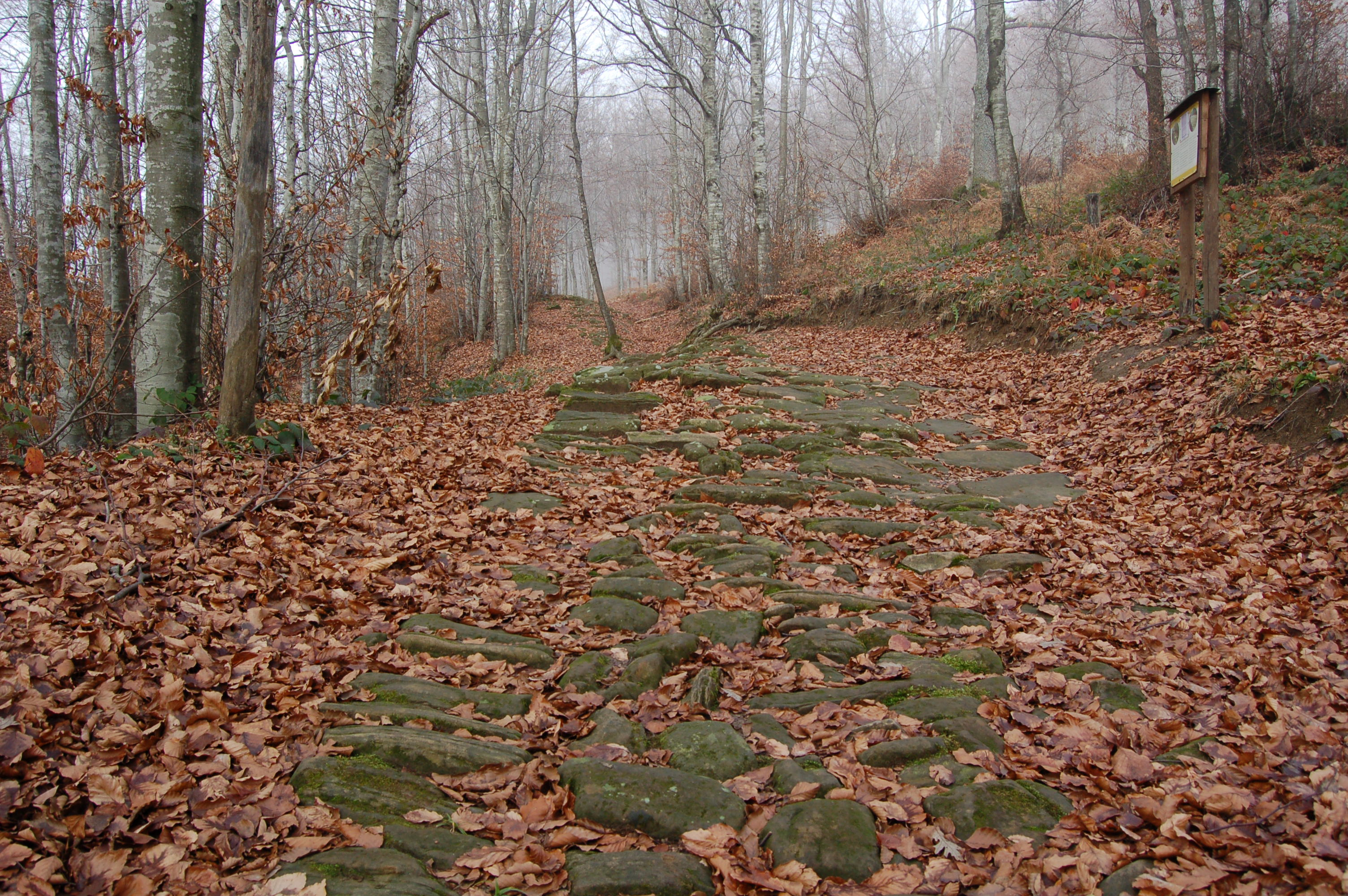
Малая Фламиниева дорога (Via Flaminia Minor)

### Картография и аэросъёмка
Обнаруживать римские дороги помогает аэросъёмка и изучение древних карт. Часто дороги не сохранились целиком, но отдельные участки дорог ученые находят до сих пор. Дороги обычно начинают искать вблизи тех мест, где раньше находились римские города и поселения.

### Топонимика
Топонимика также является одним из источников, помогающим в изучении римских дорог. Часто названия мест, например, «Дорога Цезаря», указывают на наличие дороги в этой местности в древности.

Римские дороги на латыни назывались via strata (с лат. — «мощёная дорога», в отличие от всех остальных дорог). Существует большое количество топонимов, в которых сохранились фрагменты этого латинского выражения. Во многих языках, относящихся к романской группе сохранились слова, происшедшие от strata (греч. по происхождению слово) или собственно латинское via: в итальянском — «strada» и «via», в испанском «estrada» и «via», во французском «voie»; рано или поздно эти слова стали интернационализмами и попали во многие другие языки Европы: в английском языке — «street», в немецком — «Straße», в рум. — молдавском «страдэ», интернациональный предлог «via» (со значением «через», «посредством») и т. д.

«Все дороги ведут в Рим»

 Слово strata в значении путь проникло в арабский язык Корана (араб. الصراط‎) и в мусульманских преданиях стало обозначать мост над преисподней.

## «Все дороги ведут в Рим»
Знаменитая поговорка «Все дороги ведут в Рим» имеет под собой фактическую основу. Рим был центром Империи, первые дороги соединяли Рим с другими крупными городами, и именно Рим строил эти самые дороги. Поэтому путник, попавший на римскую дорогу, мог бы без труда добраться до столицы древнего государства, не заплутав — нужно было лишь выбирать на перекрёстках самые широкие из имевшихся дорог.